# Retroelement
Als Retroelement bezeichnet man springende Elemente (Transposone) im Genom, deren Zwischenstufe aus Ribonukleinsäure (RNA) besteht. Sie liegen meist an charakteristischen Stellen im DNA-Strang codiert mit einem intern liegenden, und damit mitwandernden Promotor (Startpunkt für die Transkription) vor. Um sich selbständig weiterzuverbreiten, müssen die DNA-Abschnitte wie ein normales Gen in mRNA umgeschrieben (transkribiert) werden. Die mRNA muss dann wieder in DNA umgeschrieben werden, um wieder an einem neuen Punkt im Genom eingebaut werden zu können. Dazu sind die Retroelemente auf eine Reverse Transkriptase angewiesen, müssen diese aber nicht zwingend selbst besitzen, sondern können auch fremde benutzen. Retroelemente sind eine Form eigennütziger DNA.
Retroelemente besitzen entweder long terminal repeats (LTR) (bei LTR-Retrotransposons bzw. Retrotransposons i. e. S. und bei klassischen Retroviren und endogenen Retroviren) oder nicht (Retroposons, Gruppe-II-Introns).
Retroelemente werden auch häufig als Retrotransposons bezeichnet. Diese haben in der Regel eine eigene Reverse Transkriptase, was aber nicht für alle Retroelemente zutrifft.